# Indigofera simaoensis
Indigofera simaoensis là một loài thực vật có hoa trong họ Đậu. Loài này được Y.Y.Fang & C.Z.Zheng miêu tả khoa học đầu tiên.